# Оршова-Падуре (Муреш)
Оршова-Падуре (рум. Orșova-Pădure) насеље је у Румунији у округу Муреш у општини Гургиу. Oпштина се налази на надморској висини од 555 m.

## Становништво
Према подацима из 2002. године у насељу је живело 171 становника.

### Попис2002.
| Расподела становништва по националности 2002.‍ | Расподела становништва по националности 2002.‍ | Расподела становништва по националности 2002.‍ | Расподела становништва по националности 2002.‍ | Расподела становништва по националности 2002.‍ |
| --------------------------------------------- | --------------------------------------------- | --------------------------------------------- | --------------------------------------------- | --------------------------------------------- |
|                                               |                                               |                                               |                                               |                                               |
| Румуни                                        | Румуни                                        |                                               | 166                                           | 97,1%                                         |
| Роми                                          | Роми                                          |                                               | 5                                             | 2,9%                                          |